# Arabesque (canción)
«Arabesque» ―en español: Arabesco― es una canción de la banda de rock británica Coldplay de su octavo álbum de estudio Everyday Life. Fue lanzado el 24 de octubre de 2019, junto con el sencillo «Orphans», y aparece en la primera parte del álbum Sunrise. Cuenta con la voz del cantante belga Stromae y secciones de trompa de Femi Kuti y su banda. La canción fue escrita por todos los miembros de la banda, el guitarrista de Karnivool Drew Goddard, Femi Kuti y Stromae, mientras que la producción estuvo a cargo de The Dream Team. Es el primer lanzamiento de estudio de la banda que presenta palabras soeces (la misma jodida sangre, aparece en los versos finales de la canción).

## Antecedentes y promoción
El 24 de octubre de 2019, la banda anunció el lanzamiento (el mismo día) de las canciones «Arabesque» y «Orphans» como un lanzamiento dual y como los primeros sencillos de Everyday Life. Anticipándose a la nueva era, la banda estableció una cuenta regresiva antes del lanzamiento con unas horas de anticipación. Arabesque se presentó en vivo en BBC Radio 1 como parte del Annie Mac Show el 27 de noviembre de 2019.

## Recepción de la crítica
«Arabesque» recibió críticas en su mayoría positivas de los críticos. Dan Stubbs de NME declaró que la canción "encuentra a Coldplay en un territorio menos familiar que 'Orphans', ya que tiene voz francesa y un saxo freakout que convierte la canción en una pieza de jazz moderno que no podría estar más en sintonía con el nu-jazz zeitgeist si lo intenta". Escribiendo para Under the Radar, Christopher Roberts nombró a «Arabesque» la mejor canción de la semana, afirmando que "'Arabesque' es una de las canciones más geniales e interesantes que la banda ha lanzado en años". Christian Eede de The Quietus escribió que "Coldplay está desenterrando sus raíces y jugando con el tejido básico de su sonido con una pieza agresiva y seductora que arrasa con la trompeta primero", y nombró a «Arabesque» como una de las mejores pistas de octubre de 2019.

## Personal
Créditos adaptados de las notas del booklet "Orphans / Arabesque".
| Coldplay - Guy Berryman - bajo, palmada, escritor - Will Champion - batería, teclados, percusión, voz, escritor - Jonny Buckland - guitarra, escritor - Chris Martin - guitarra, palmas, voz, escritor Músicos adicionales - Omorinmade Anikulapo-Kuti - saxofón alto - Babatunde Ankra - trombón - Drew Goddard - guitarra, escritor - Daniel Green - teclados - Samir Joubran - guitarra - Wissam Joubran - guitarra - Adnan Joubran - guitarra - Femi Kuti - cuerno, escritor - Made Kuti - orquestal - Ayoola Magbagbeola - saxofón tenor - Gbenga Ogundeji - trompeta - Bill Rahko - teclados - Davide Rossi - cadenas - Rik Simpson - teclados - Stromae - voz, escritor | Producción - Chris Allgood - asistente de masterización - Lionel Capouillez - ingeniero adicional - Michael Freeman - mezcla - Daniel Green - productor, programador - Adnan Joubran - ingeniero adicional - Emily Lazar - masterización - Bill Rahko - productor, programador - Lance Robinson - ingeniero adicional - Davide Rossi - ingeniero adicional - Jacques Du Plessis - ingeniero adicional - Gavin Flax - ingeniero adicional - Rik Simpson - productor, programador - Mark Stent "Spike" - mezcla - Matt Wolach - asistente de mezcla |

## Posicionamiento en listas
| Lista (2019)                                            | Mejor posición |
| ------------------------------------------------------- | -------------- |
| Bélgica (Flandes) (Ultratip Bubbling Under)             | 8              |
| Bélgica (Valonia) (Ultratip Bubbling Under)             | 20             |
| Reino Unido (UK Download Chart)                         | 75             |
| Estados Unidos Hot Rock & Alternative Songs (Billboard) | 29             |

## Historial de lanzamiento
| Región      | Fecha                 | Formato                      | Discográfica | Ref.          |
| ----------- | --------------------- | ---------------------------- | ------------ | ------------- |
| Varios      | 24 de octubre de 2019 | Descarga digital streaming   | Parlophone   | [ 16 ] [ 17 ] |
| Reino Unido | 25 de octubre de 2019 | Radio de éxito contemporáneo | Parlophone   | [ 18 ]        |